# Pascal Lota (паром)
Pascal Lota — второй скоростной грузопассажирский RoPax-паром эстонской компании Tallink, построен в 2008 г. на верфи Fincantieri – Cantieri Navali Italiani S. p. A. в Анконе в Италии и с апреля 2008 до 2016 работал на линии Таллин — Хельсинки. Годом ранее на эту линию вышло построенное в 2007 г. судно (не близнец) Star. Судами-близнецами являются Moby Freedom, Moby Wonder и Moby Aki. В 2016 году продан компании Corsica Ferries Group, переименован в Pascal Lota.

## История
Киль парома Superstar был заложен 19 января 2007 г. под номером 6140 на итальянской верфи Fincantieri в Анконе. Спущен на воду 5 октября 2007 г., крёстной матерью стала первая ракетка Эстонии – теннисистка Кайя Канепи. После передачи судна компании 8 апреля 2008 г. оно курсирует с 21 апреля 2008 г. по нескольку раз в день между эстонским Таллином и финским Хельсинки. Время поездки составляет примерно 2 часа. 
Superstar предлагает места для 2 080 пассажиров, имея на борту более 186 кают с 736 кроватями. Паром может разместить 665 легковых автомобилей на 1930 линейных метрах. На автомобильные палубы можно заехать через люки в носу и на корме, а также через бортовые рампы в районе носа и кормы. Грузоподъёмность судна составляет 5000 тонн. 
Разместившийся на трех уровнях носовой части судна шоу-бар Dolce Vita со стеклянной стеной предоставляет великолепный вид на море и является вершиной дизайна.